# Фрідоліна Рольфьо
Фрідоліна Рольфьо (швед. Fridolina Rolfö, нар. 24 листопада 1993) — шведська футболістка, срібна призерка Олімпійських ігор 2016 року.

## Виступи на Олімпіадах
| Олімпіада           | Дисципліна | Місце |
| ------------------- | ---------- | ----- |
| Ріо-де-Жанейро 2016 | футбол     | 2     |
| Токіо 2020          | футбол     | 2     |

## Зовнішні посилання
- Фрідоліна Рольфьо — олімпійська статистика на сайті Sports-Reference.com (англ.) (архівна версія)